# IC 118
IC 118 ist eine elliptische Galaxie vom Hubble-Typ E im Sternbild Walfisch in der Umgebung des Himmelsäquators. Sie ist schätzungsweise 632 Millionen Lichtjahre von der Milchstraße entfernt.

Das Objekt wurde am 14. Dezember 1893 vom französischen Astronomen Stéphane Javelle entdeckt.